# Episema glaucina
Episema glaucina là một loài bướm đêm trong họ Noctuidae.